# Wilhelm Knechtel
Wilhelm Knechtel (auch Guillermo Knechtel; * 13. August, 1837 in Pihlerbaustellen; † 22. Oktober, 1924 in Bukarest) war ein böhmischer Gärtner und Botaniker.

## Biographie
Knechtel trat nach einer Ausbildung in Reichstadt und Prag 1860 in die Dienste des Erzherzogs Maximilian von Habsburg. Als dieser Kaiser von Mexiko wurde, verlegte Knechtel seine Aktivitäten ebenfalls nach Mexiko, wo er unter anderem die Palastgärten Maximilians in Schloss Chapultepec gestaltete. Aus dieser Zeit berichtet er lebhaft in seinen Memoiren. Nach Maximilians Verhaftung (und späterer Erschießung) kehrte Knechtel nach Europa zurück, wo er nach einer kurzen Tätigkeit auf der Insel Lacroma als königlicher Gartendirektor in die Dienste Carls I. von Rumänien trat. Er starb 1924 als anerkannter, mit zahlreichen Ehrungen bedachter rumänischer Staatsbürger in Bukarest.